# Rottfeld
Rottfeld ist ein Ortsteil von Overath im Rheinisch-Bergischen Kreis in Nordrhein-Westfalen, Deutschland.

## Lage und Beschreibung
Der landwirtschaftlich geprägte, wenig besiedelte Ortsteil ist vom Zentrum Marialindens über die Alte Römerstraße in Richtung Burg zu erreichen. Die nächsten Orte sind Büscherhöfchen, Bettenachen, Höhe, 
Kirschbaum und Weißenstein. Rottfeld gehört zum Zuflussgebiet der Agger. Der Name Rottfeld bezieht sich auf gerodetes Feld.

## Geschichte
Der Ort entstand erst in der zweiten Hälfte des 19. Jahrhunderts. Ab der Preußischen Neuaufnahme von 1892 ist der Ort auf Messtischblättern regelmäßig als Rottfeld verzeichnet.
Die Gemeinde- und Gutbezirksstatistik der Rheinprovinz führt Rottfeld 1871 mit zwei Wohnhäusern und acht Einwohnern auf. Im Gemeindelexikon für die Provinz Rheinland von 1888 werden für Rottfeld zwei Wohnhäuser mit drei Einwohnern angegeben. 1895 besitzt der Ort zwei Wohnhäuser mit neun Einwohnern und gehörte konfessionell zum katholischen Kirchspiel Marialinden, 1905 werden ein Wohnhaus und fünf Einwohner angegeben.

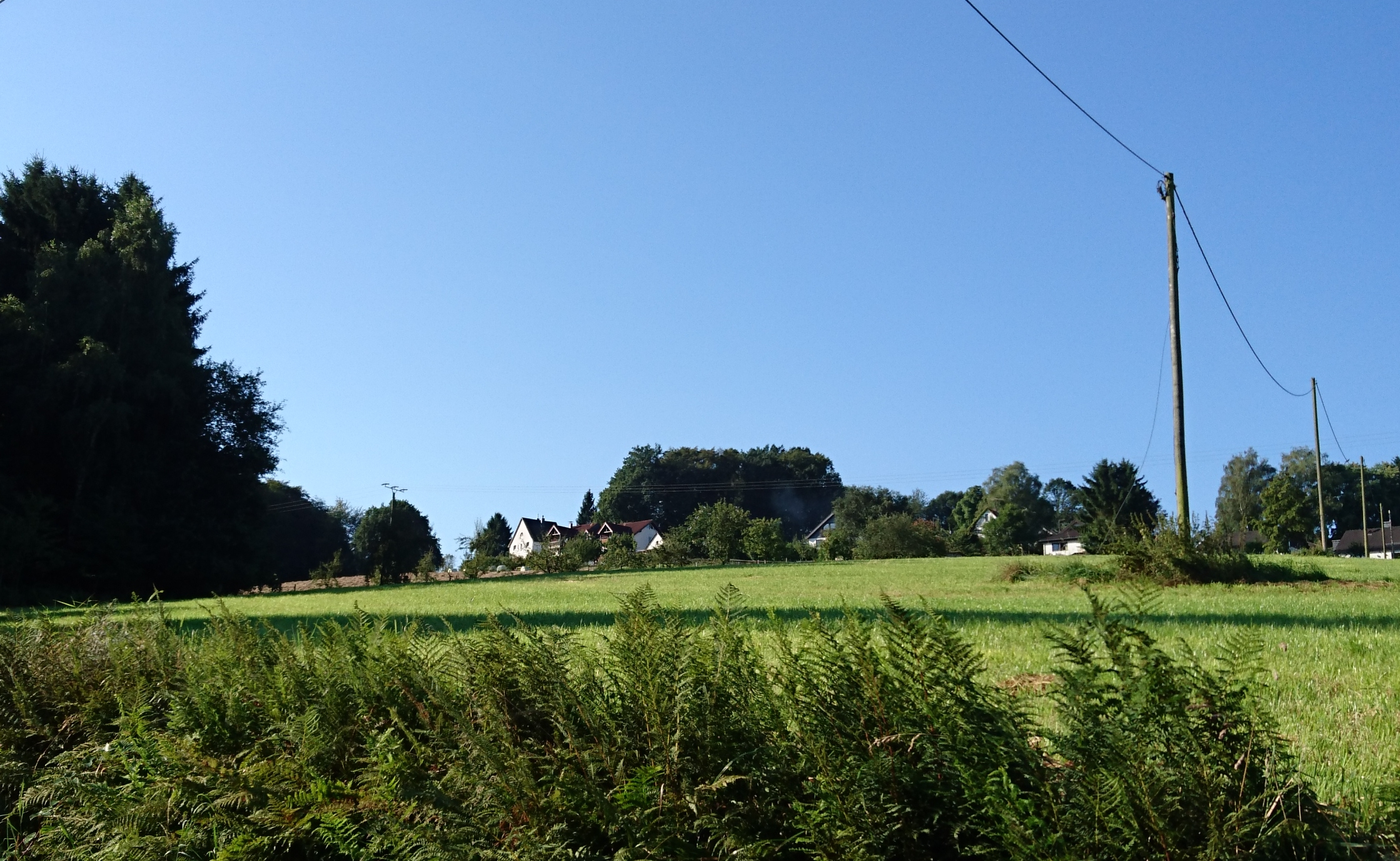
Blick nach Weißenstein
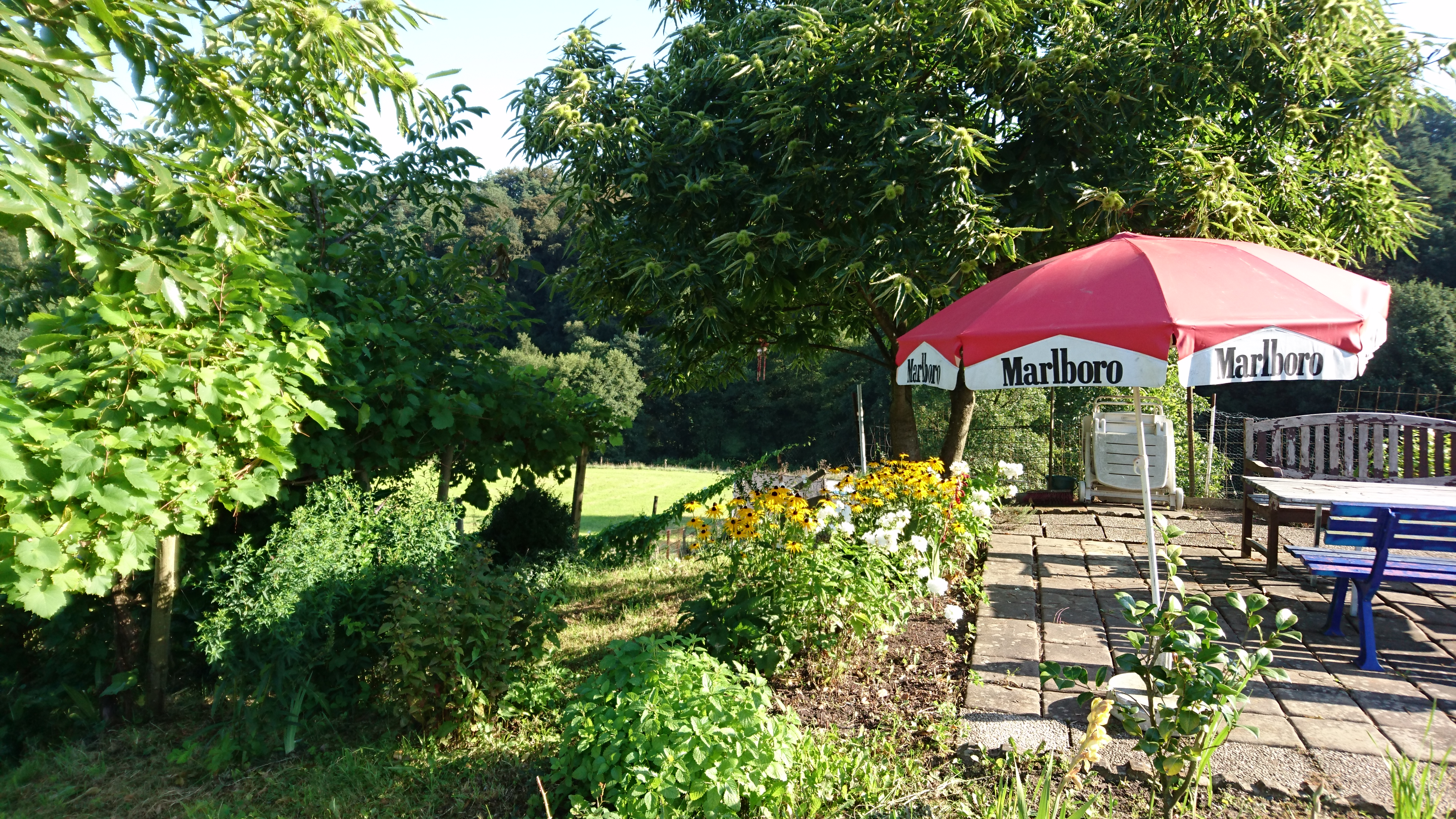
Terrasse
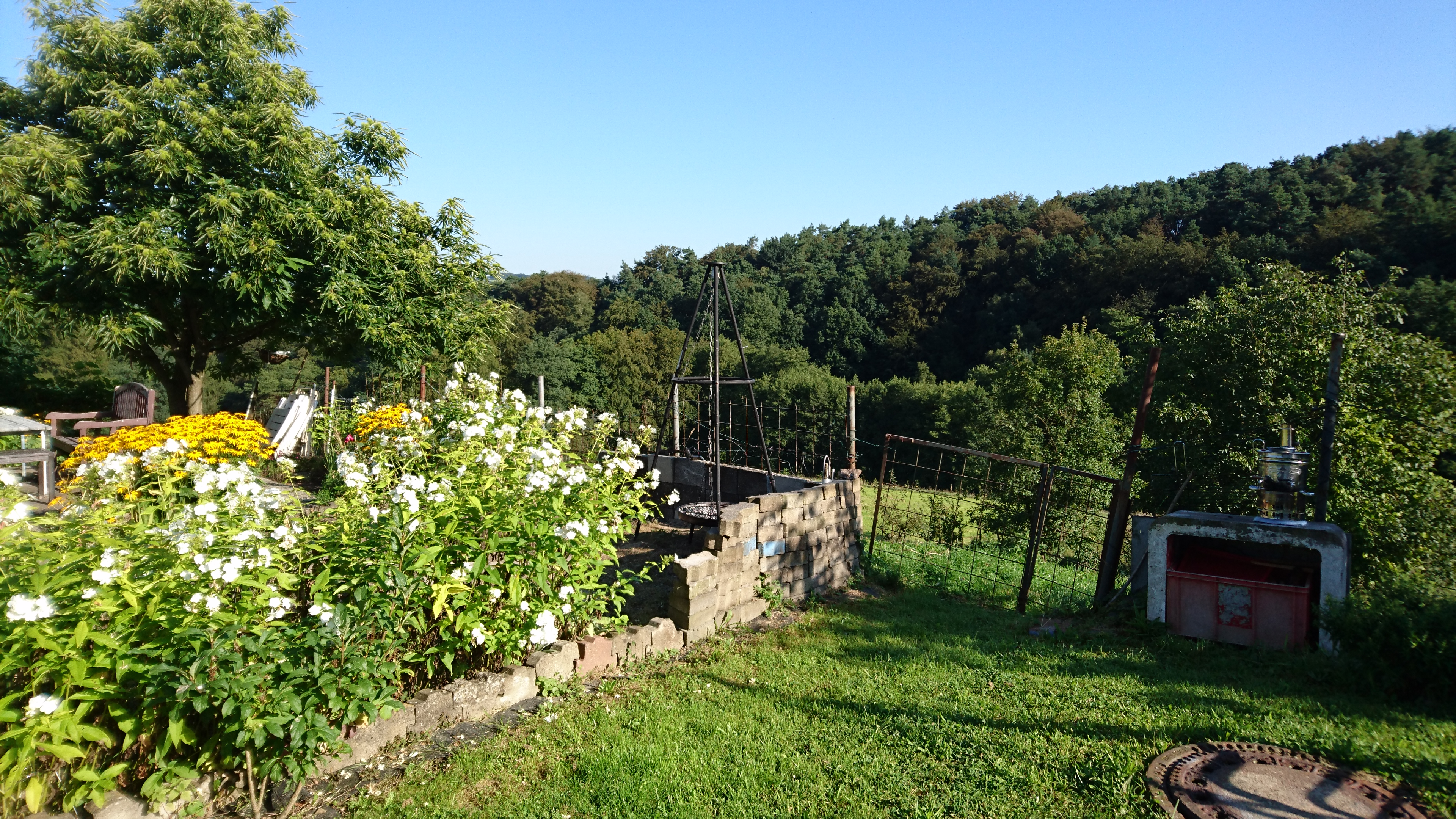
Grillplatz
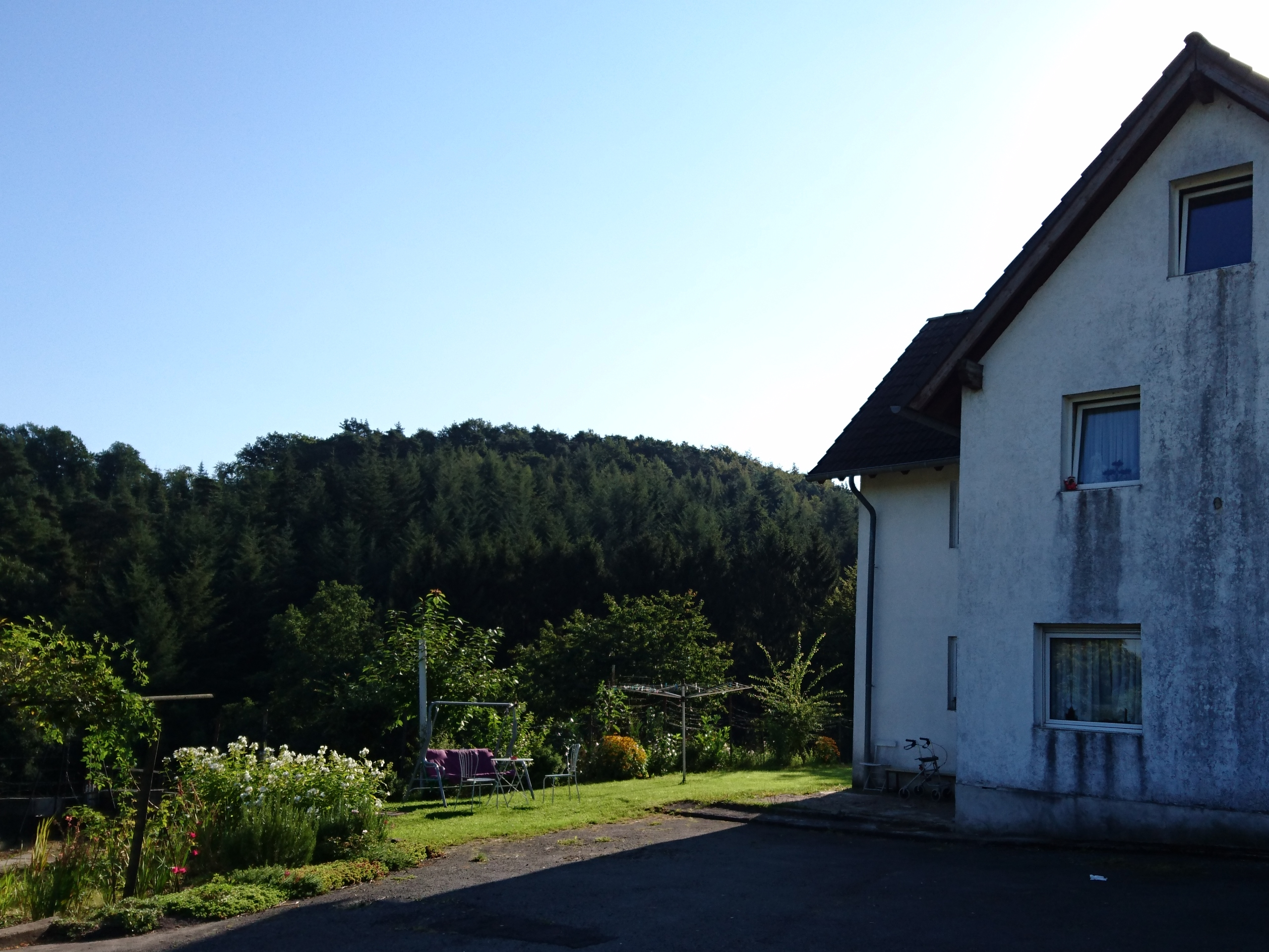
Blick ins Tal